# Cratere Charlieu
Charlieu  è un cratere sulla superficie di Marte.